# Enallagma concisum
Enallagma concisum es una especie de caballito del diablo del género Enallagma, de la familia Coenagrionidae, orden Odonata. Fue descrita por Williamson en 1922.
Mide 27-33 mm de longitud. Se distribuye por América del Norte: Estados Unidos, donde habita en lagos, estanques y a veces en pantanos de fondo arenoso, con vegetación emergente.
El estado de conservación de Enallagma concisum según la Unión Internacional para la Conservación de la Naturaleza es de menor preocupación, sin ninguna amenaza inmediata para la supervivencia de la especie. La población es estable.